# Doenganenopstanden

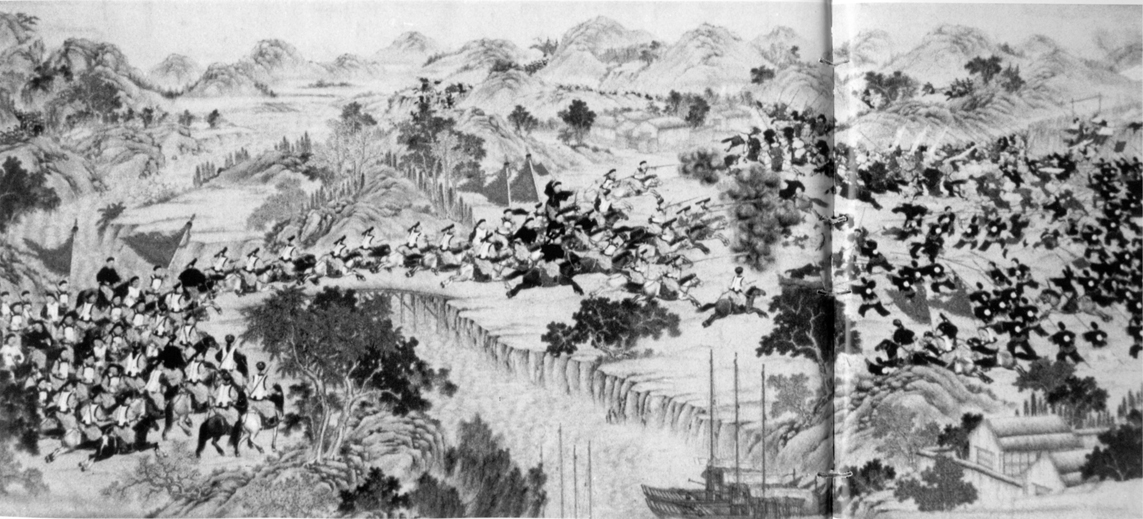
slag bij de Wei He

De Doenganenopstanden waren opstanden van de islamitische Hui in het noordwestelijke deel van het Chinese rijk, met name de provincies Shaanxi, Gansu en Xinjiang (1862-1873).
De Hui waren een volksgroep ontstaan uit Han-Chinezen die zich tot de islam hadden bekeerd. Door hun Turkstalige buren werden ze "Doenganen" genoemd, een benaming die tegenwoordig gebruikt wordt voor de nakomelingen van de Hui die na het neerslaan van de opstand naar westelijk Centraal-Azië vluchtten.

## Oorzaken
Aanleiding waren de aanhoudende spanningen met de Han-Chinezen, en vooral een aanval door de Taiping-rebellen op Shaanxi, inclusief Xi'an, in april 1862. Hoewel de Taiping zich snel terugtrokken, lieten de keizerlijke functionarissen toe dat lokale zelfverdedigingsorganisaties werden gevormd (tuanlian). Dit was destijds een gangbare praktijk, waardoor de provincie echter militariseerde. De Han zetten daarop een moslimstad in brand, waarna een leider van de Hui de verantwoordelijke keizerlijke commissaris vermoordde, en er vijandigheden uitbraken langs de Wei He. Geruchten over keizerlijke proclamaties dat alle moslims zonder proces gedood moesten worden deden de rest, en de moslims kwamen in opstand.

## Verloop
De opstanden in Shaanxi waren niet centraal georganiseerd, en concentreerden zich in drie centra. De provinciale hoofdstad Xi'an werd een jaar geblokkeerd of geïsoleerd totdat keizerlijke troepen onder Mantsjoe-generaal Dolonga het in augustus 1863 ontzette. De Hui werden binnen enkele maanden verslagen en de overgeblevenen vluchtten naar Gansu.
In Gansu domineerde Ma Hualong, een afstammeling en opvolger van de stichter van de militante Jahriyya-sekte Ma Mingxin, de opstand. In december 1863 veroverde hij Lingwu en vermoordde daar naar schatting 100.000 Han-Chinezen. De opstandelingen beheersten snel de hele provincie, maar Ma Hualong vond tegenstand omdat veel moslims het niet eens waren met zijn op het Soefisme gebaseerde overtuigingen. Daarop keerde hij in mei 1866 terug naar de keizerlijke zijde en gaf een deel van zijn wapens over. Niettemin gingen de opstanden door en verspreidden zich naar Xinjiang.
Het jaar daarop ondernam generaal Zuo Zongtang actie tegen de Hui in het zuiden van Shaanxi, en in het begin van 1869 viel hij met bijna 100.000 man de provincie Gansu binnen. Hoewel Zuo Zongtang zich zo goed mogelijk voorbereidde en alleen handelde toen hij alle kaarten in zijn hand had, werd zijn ondercommandant Liu Songshan verslagen en gedood (1870). Zuo hergroepeerde zijn troepen en was in de herfst van 1870 in staat om het fort van Ma Hualong (Jinji Bao) te omsingelen. Het fort werd beschoten met Krupp-artillerie. Ma Hualong capituleerde en werd geëxecuteerd (1871).
Ondanks de overwinning op Ma Hualong duurde het nog drie jaar om de andere leiders te verslaan en een einde te maken aan de Doenganenopstanden in Gansu. In 1872 leed Zuo Zongtang in de buurt van Hezhou opnieuw een nederlaag tegen Ma Zhanao. Pas in oktober 1873 viel Jiuquan, het laatste fort van de Hui onder Ma Wenlu. 7.000 overlevenden van het beleg werden geëxecuteerd.